# Krvavi izbori u Bošnjacima 1897. godine
Krvavi izbori u Bošnjacima (ili Krvavi bošnjački izbori) jest događaj koji se zbio 22. svibnja 1897., kad je na dan izbora za Sabor Kraljevine Hrvatske i Slavonije ubijeno osam osoba od protuhrvatski raspoloženog režima.

Danas se 22. svibnja slavi kao Dan Općine Bošnjaci.

## Stanje pred izbore 1897. godine
Nakon sklapanja Hrvatsko-ugarske nagodbe 1868. godine, kojom je ustrojen položaj Kraljevine Dalmacije, Hrvatske i Slavonije i Kraljevine Ugarske unutar ugarskog dijela Austro-Ugarske Monarhije ( Zemlje Krune sv. Stjepana ili Translajtanija) te organizacija središnje vlasti u Hrvatskoj, uznapredovao je proces mađarizacije. Takvo nastojanje mađarskih vlasti prouzrokovalo je snažan otpor Hrvata što izravno dovodi do napetosti i nemira unutar Trojednice. Na bansku stolicu 1883. godine stupa promađarski orijentirani grof Dragutin Khuen Hedervary koji započinje sustavnu političku samovolju i nasilje nad oporbenim strankama. Kako bi osigurao svoju vlast, pribjegavao je nelegalnim i represivnim metodama te nasilnički provodio izbore za Hrvatski sabor, koji je učinio alatom provođenja svojih osobnih i velikomađarskih političkih interesa. Državne činovnike pretvorio je u poslušnike režima koji su se nemilosrdno obračunavali s protivnicima vlasti i mađarske politike. Trojedna Kraljevina Hrvatska, Slavonija i Dalmacija za vrijeme Khuenova banovanja zapala je u jedno od najmračnijih razdoblja u hrvatskoj povijesti. Najznačajniji Khuenov protivnik bila je oporbena Stranka prava koja je uživala velik ugled u hrvatskome narodu zbog širenja ideja o samostalnoj hrvatskoj državi.
Kako bi oporba postigla što bolji rezultat na izborima, značajno se približila mnogobrojnom seljaštvu te svećenstvu koje raspolaže sa snažnom i razgranatom organizacijom u cijeloj državi i vlastitim financijskim sredstvima. Uoči izbora za Hrvatski sabor državni službenici i činovnici općinskih i gradskih poglavarstava svim dostupnim sredstvima vrše pritisak na izbornike. U predizbornoj kampanji vladajuće stranke nije se prezalo ni od najtežih postupaka represije i nasilja.

## Krvavi izbori u Bošnjacima
Predizborno vrijeme u Bošnjacima obilježila je užarena atmosfera. Gotovo cijelo selo se opredijelilo za oporbenog kandidata, odvjetnika dr. Đuru Kovačevića. Najznačajniji zagovaratelj oporbene politike bio je mjesni kapelan i intelektualac Martin Firinger koji je predstavio Bošnjačanima pravaške misli i ideje o samostalnoj Hrvatskoj. Kako su pristaše opozicije bile sve brojnije, općinske i kotarske vlasti prionule su metodama ucjene, prijetnje i beskompromisne represije.
S obzirom na to da su Bošnjaci bili središte 88. bošnjačkog izbornog kotara, selo je na dan izbora odlučio posjetiti oporbeni kandidat dr. Đuro Kovačević kako bi osigurao podršku mještana. Bošnjačani su odlučili organizirati doček favoriziranome kandidatu za sabor te su unaprijed priredili hrvatske trobojnice i mjesto na kojem će se okupiti. Čuvši za nakane Bošnjačana, promađarski orijentirani kotarski predstojnik Mato Babić (rođeni Bošnjačanin) odlučio je unaprijed suzbiti bilo kakvo sakupljanje naroda. To je učinio izdavši strogu zabranu okupljanja pod prijetnjom globe.
Ipak, na dan izbora 22. svibnja u ranim jutarnjim satima skupilo se u Bošnjacima preko tisuću osoba, muškaraca, žena i djece, kako bi dočekali oporbenog kandidata za sabor. Ondje se našla i nekolicina žitelja okolnih mjesta (Županje, Gradišta i Štitara). U tom mnoštvu vijorile su se brojne hrvatske zastave među kojima su se isticale dvije posebno velike, iako je to u „khuenovskoj Hrvatskoj“ bilo strogo zabranjeno. Na mjesto okupljanja stigli su i brojni predstavnici vlasti zajedno s kotarskim predstojnikom Babićem, koji je došao u pratnji podređenih mu oružnika i jednom satnijom vojnika (80 pješaka). Nakon bezuspješnih pokušaja rastjeravanja i oduzimanja hrvatskih trobojnica, kotarski predstojnik je postavio oružništvo i vojsku u stanje pripravnosti te ubrzo zapovjedio juriš na goloruko pučanstvo. Vojska je bajunetama nasrnula na prisutne ljude dok je oružništvo ispalilo nekoliko salvi puščanog zrna. Narod se ubrzo razbježao, no na mjestu pokolja ostali su ležati ranjeni i mrtvi do kojih je pristup bio zapriječen.

## Posljedice
Na dan Krvavih izbora u Bošnjacima smrtno je stradalo osam osoba, sedam muškaraca i jedna žena. Ranjenih od puščanog zrna i ubodnih rana bilo je više od osamdeset. U selu je ostala vojska i oružnici te je dovedeno i dodatno pojačanje, nadzirući svako kretanje i zastrašujući pučanstvo dok su istražitelji obavljali svoj posao, kojim bi se za pokolj okrivili Bošnjačani i opravdala uporaba vatrenog oružja od strane oružništva i vojske.
Nemili događaj u Bošnjacima 1897. godine popratila je većina tadašnjih vladinih i oporbenih tiskovina, a o pokolju se govorilo i u Hrvatskome saboru.
Poslije dugotrajne i iscrpne istrage o događajima u Bošnjacima, zajedno s kapelanom Martinom Firingerom, pedesetak je osoba optuženo za različite prekršaje, ponajviše zbog ustanka protiv države. Optuženi su osuđeni na višemjesečni strogi zatvor.

## Popis žrtava
- Marko Aleksić
- Josip Babogredac
- Agneza Balentović
- Luka Eržić
- Ivan Kljaić
- Ivan Lešić
- Josip Lukšić
- Josip Čolakovac (iz Gradišta)